# Писак
Пи́сак (исп. Pisac, кечуа P'isaq) — город в Перу и древняя крепость инков, расположенная в 33 км от Куско. Писак находится в Валле-Саградо, священной долине инков у реки Урубамба.
Центр Писака состоит из двух частей. Одна из них сегодня является собственно городом, в то время как другая, возвышенная, является священным местом. Длинная лестница ведёт от селения к горному плато, на котором расположены храмовые руины. В центре бывшего храма находится священный камень интиуатана, к которому по верованиям инков было привязано солнце. 
По вторникам и четвергам в город устремляются потоки туристов из соседнего Куско. Одной из достопримечательностей является гигантское дерево Erythrina edulis, располагающееся на центральной площади (в 2013 году дерево было повреждено ударом молнии). 

Дополнительные фотоматериалы с Викисклада
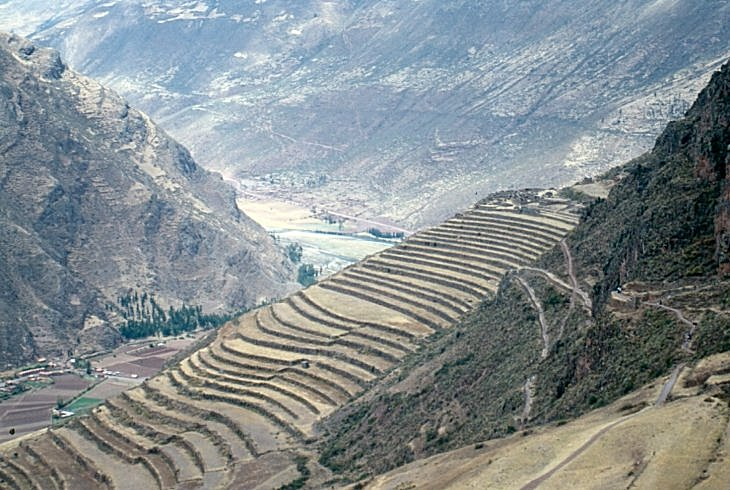
Террасы инков у города Писак
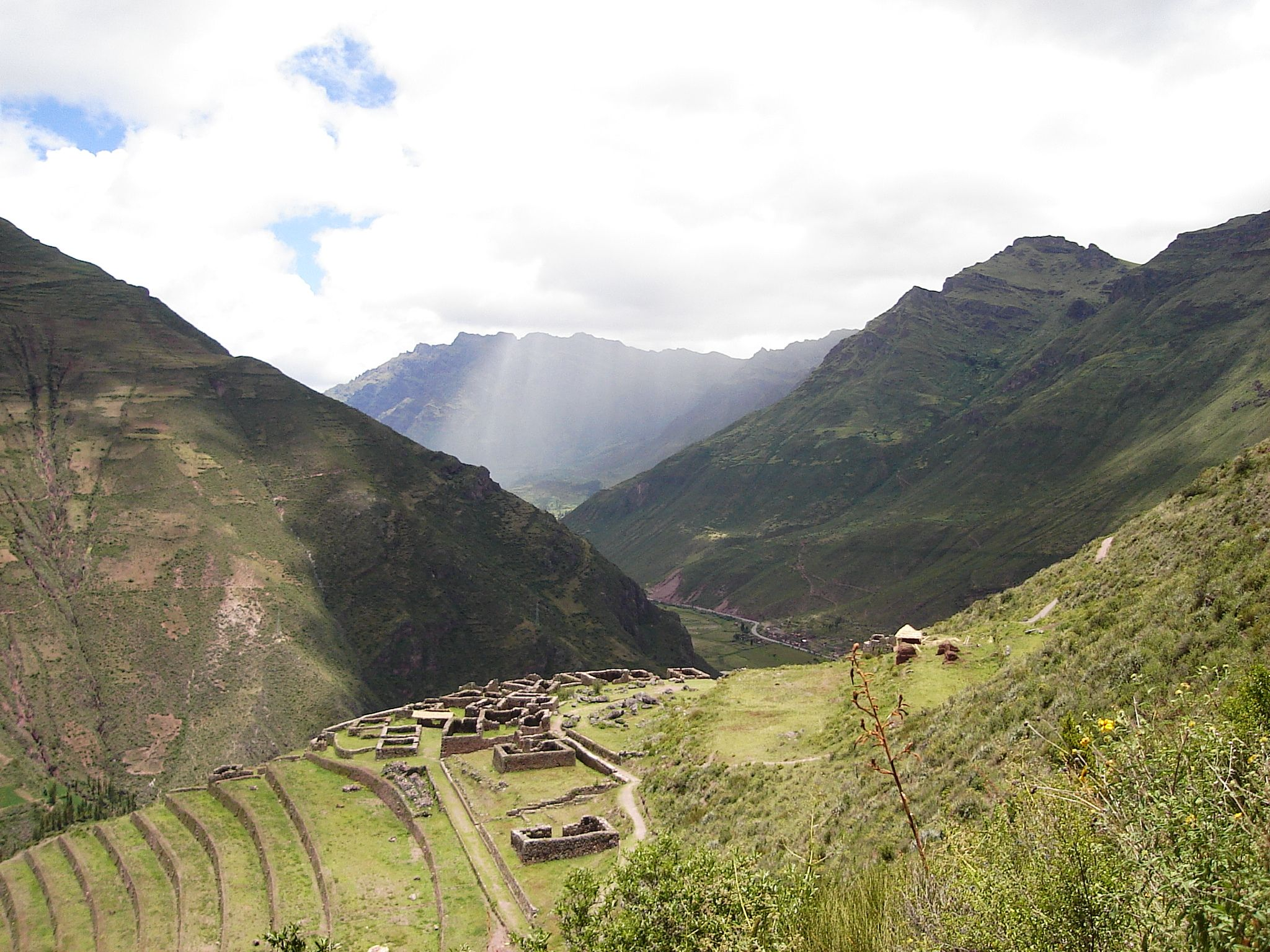
Руины древней крепости
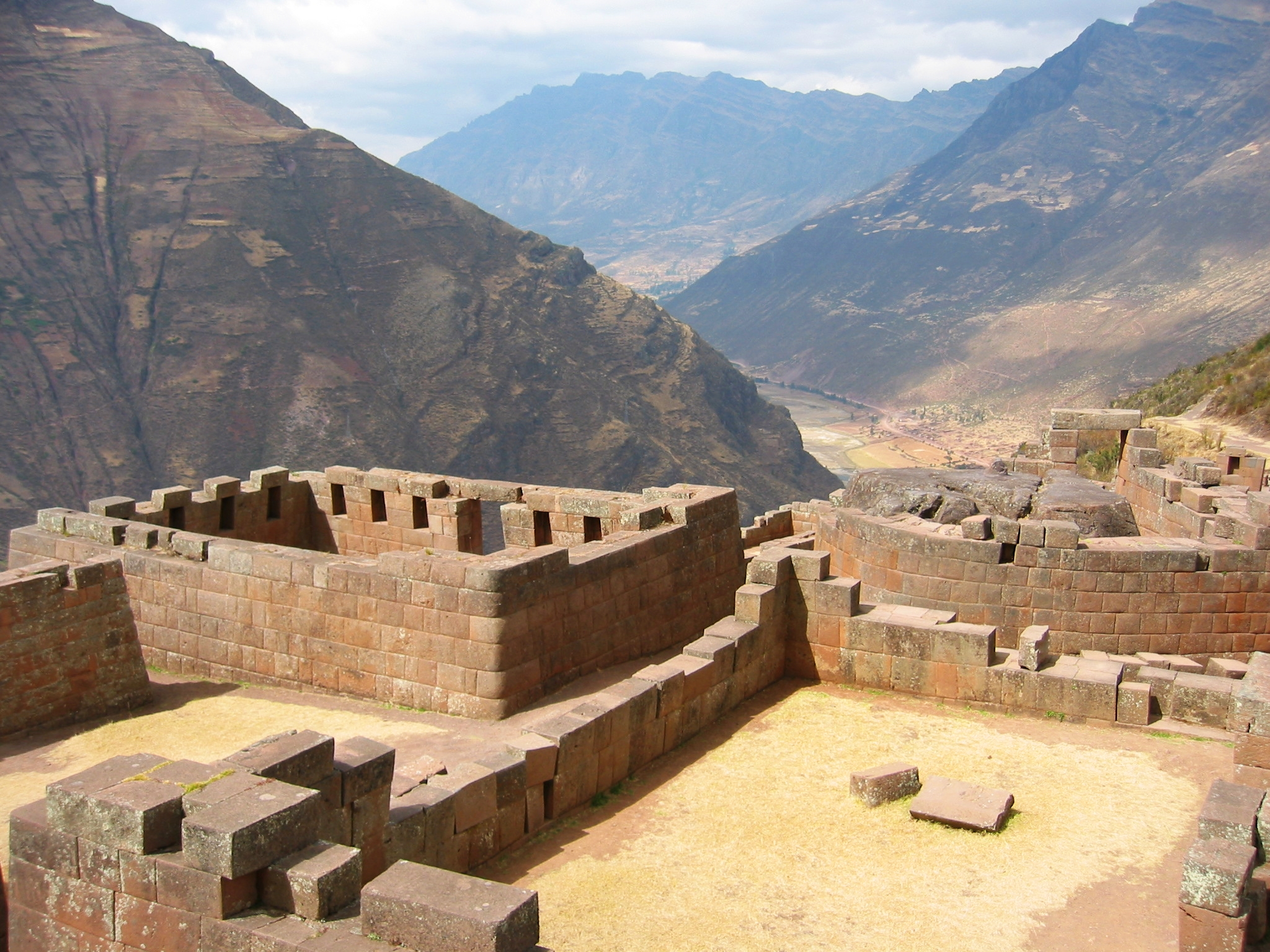
Храм Солнца. Вид на Священную долину.
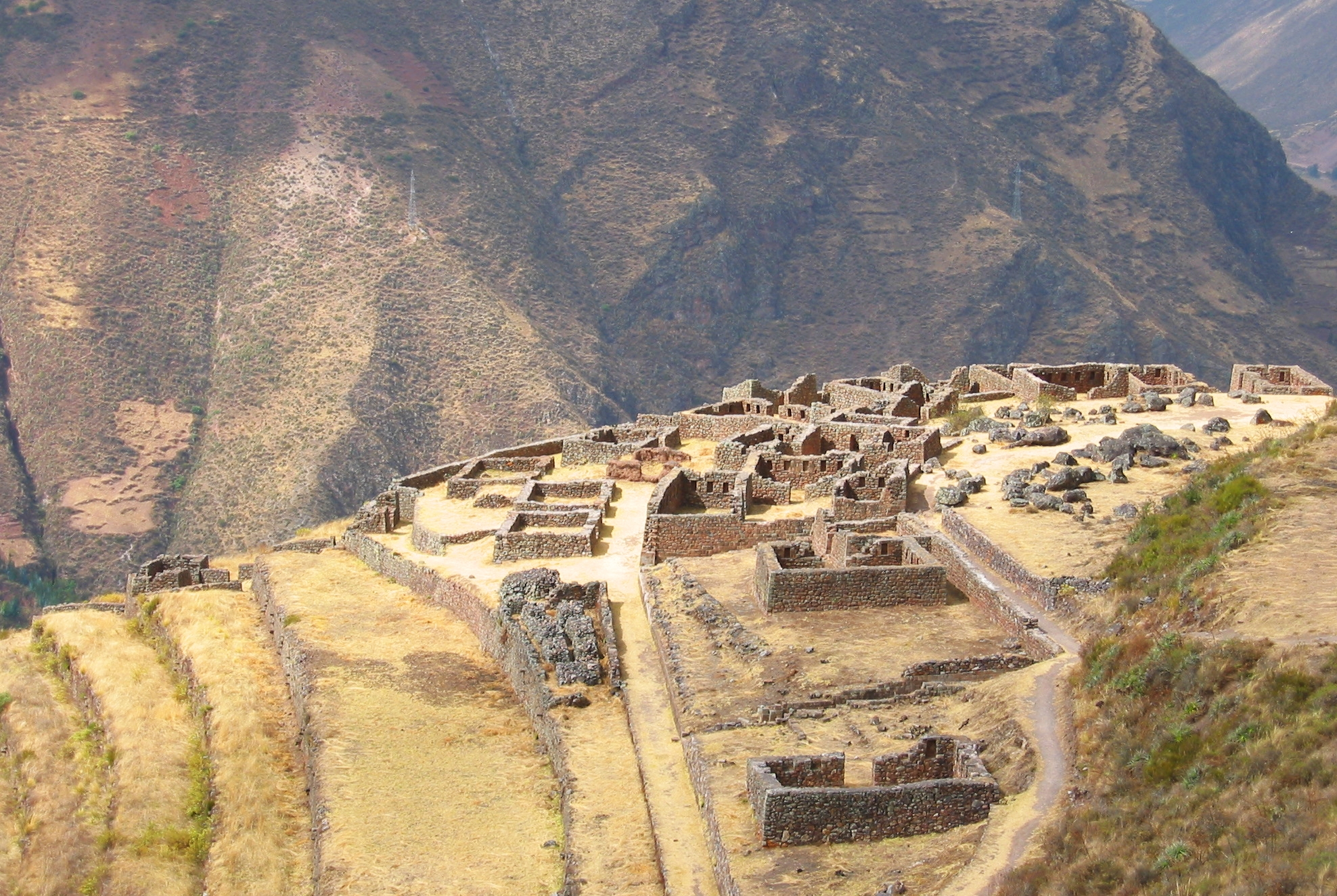
Каллакаса (Q’allaqasa), цитадель.